# بوبكر ربيح
بوبكر ربيح  (1983 الجزائر) هو لاعب كرة قدم جزائري.

## مسيرته الكروية
لعب بوبكر ربيح خلال مسيرته الاحترافية مع 4 أندية في 17 موسمًا وسجل خلالها 43 هدفًا ضمن 360 مباراة. حيث فاز في موسم واحدًا بالكأس وموسم واحدًا بالدوري.
خاض بوبكر ربيح مسيرته مع نادي اتحاد البليدة في موسم 2003–04 ليلعب معه خمسة مواسم، مشاركًا في 105 مباراة سجل خلالها 6 أهداف. ثم انتقل إلى نادي اتحاد عنابة في موسم 2008–09 في المرة الأولى ولمدة موسمين ثم في موسم 2018–19 لمدة موسم واحد، حيث شارك طوالها في 57 مباراة سجل خلالها 8 أهداف. لينتقل بعدها إلى نادي شباب بلوزداد في موسم 2010–11 ليلعب معه سبعة مواسم، مشاركًا في 167 مباراة سجل خلالها 25 هدفًا. ثم انتقل إلى نادي شباب قسنطينة في موسم 2016–17 ولمدة موسمين، مشاركًا في 31 مباراة سجل خلالها 4 أهداف.

## روابط خارجية
- بوبكر ربيح على موقع قاعدة بيانات كرة القدم.إي يو (الإنجليزية)
- بوبكر ربيح على موقع ناشيونال فوتبول تيمز (الإنجليزية)
- بوبكر ربيح على موقع Soccerway.com (الإنجليزية)